# Zrinj Lukački
Zrinj Lukački – wieś w Chorwacji, w żupanii virowiticko-podrawskiej, w gminie Lukač. W 2011 roku liczyła 129 mieszkańców.